# テレビはこれだ!ドラマが3つも
『テレビはこれだ!ドラマが3つも』（テレビはこれだドラマがみっつも）は、1971年10月17日から同年12月26日までTBS系列の日曜20:00 - 20:56（JST）に放送された、バラエティ仕立てのオムニバステレビドラマである。全10回。略称は『テレこれドラサン』。

## 概要
それまで放送された『日曜8時、笑っていただきます』をリニューアル、堺正章（『日曜8時』から引き続き）の魅力を活かして、60分の枠内で3つのドラマにより構成する、異色のバラエティドラマ。
内容は3つからなり、股旅時代劇「ばか殿漫遊記」、ヒーロー活劇物「大活劇カンチョーマン」、人情喜劇「ぼくの女房は8つうえ」からなる。

## ドラマ内容

### ばか殿漫遊記
弱虫で女嫌いの丹後・宮津の若君（堺）が、政略結婚で迎える花嫁から逃げて諸国漫遊に出掛け、行く先々で女難剣難に出会う。
『大河ドラマ』に対抗した時代劇で、内容は同局放送の『てんてこ漫遊記』（朝日放送制作）に似ている。

### 大活劇カンチョーマン
怪盗リュックサック（坂上）と戦う頼りないヒーロー「カンチョーマン」の活躍を描く。ヒロインの名は夢子。
変身ブームに便乗したヒーロー物。ウルトラセブンがゲスト登場したこともある。

### ぼくの女房は8つうえ
豆腐屋を舞台に、豆腐屋の女主人（三ツ矢）と、その8つ違いの夫で店員のオサムの下町人形喜劇。

## 出演者
- 堺正章
- 松岡きっこ
- 品川隆二
- 高橋元太郎
- 西村晃
- 岡崎友紀
- 石立鉄男
- 坂上二郎
- 三ツ矢歌子
- 坂本スミ子
- 名古屋章

## スタッフ
- 脚本：才賀明、渡辺武信、ジェームス三木
- 演出：日向宏之、豊原隆太郎、東条毅、田沢正稔
- 監修：久世光彦
- プロデューサー：日向宏之

## 参考資料
テレビドラマデータベース